# Giant González
Jorge González (Formosa, 31 gennaio 1966 – General José de San Martín, 22 settembre 2010) è stato un wrestler e cestista argentino.
Ha lottato nella World Championship Wrestling e nella World Wrestling Federation nei primi anni novanta come El Gigante e Giant González. Con i suoi reali 235 cm di altezza, viene ricordato nel mondo del wrestling per essere stato l'atleta più alto ad avere mai calcato il ring.

## Carriera
Come sportivo González fu originariamente un giocatore di basket di buon successo arrivando anche a far parte della nazionale argentina. Debuttò nel mondo del wrestling nel 1990 nella World Championship Wrestling, lottando col ring name El Gigante e arrivando ad affrontare Ric Flair in un feud per il World Heavyweight Championship.

### Pallacanestro
Iniziò la carriera di giocatore di pallacanestro nelle giovanili dell'Hindú Club de Resistencia all'età di 16 anni. Successivamente, León Najnudel, a quel tempo allenatore della nazionale di pallacanestro dell'Argentina, raccomandò al Club de Gimnasia y Esgrima La Plata di mettere sotto contratto il giocatore per la squadra che militava allora in seconda divisione. Durante il 1986, González aiutò il Gimnasia ad ottenere la promozione in prima divisione. In seguito firmò un contratto da professionista con lo Sport Club Cañadense, ma giocò poco a causa di un grave infortunio che lo tenne fermo per gran parte della stagione (quasi 9 mesi).

#### Nazionale argentina
Il Commissario Tecnico León Najnudel incluse González nella squadra nazionale argentina di basket che prese parte nel 1985 al FIBA South American Championship (medaglia di bronzo) e al Torneo americano di qualificazione alle Olimpiadi 1988 (quinto posto), dove attrasse l'attenzione degli scopritori di talenti della squadra degli Atlanta Hawks.

### Wrestling

#### World Championship Wrestling (1989–1992)
Nel 1989, il proprietario degli Hawks, Ted Turner, offrì a González la possibilità di entrare nel wrestling professionistico come wrestler della World Championship Wrestling (WCW), anch'essa di sua proprietà. Dopo un anno di allenamento, González fu introdotto nella federazione come "El Gigante", wrestler face, il 19 maggio 1990 al pay-per-view Capital Combat.
Nel corso dei successivi due anni, lottò contro la stella della federazione Ric Flair per il WCW World Championship, partecipò a una edizione della "Chamber of Horrors" al ppv Halloween Havoc 1991 ed ebbe un appuntamento sulla TBS con Missy Hyatt. Inoltre prese parte a un feud con Sid Vicious e One Man Gang. La faida era incentrata sul fatto di determinare chi fosse il "vero gigante" della WCW. Gonzàlez fece anche qualche apparizione nella New Japan Pro-Wrestling prima di firmare per la World Wrestling Federation nel 1993.

#### World Wrestling Federation (1993)
Debuttò nella World Wrestling Federation nel 1993 con il nome "Giant Gonzalez", accompagnato dal manager Harvey Wippleman ed indossando un costume che avrebbe dovuto farlo sembrare un incrocio tra bigfoot e un cavernicolo; al suo debutto eliminò The Undertaker dalla Royal Rumble, partecipando al pay-per-view nonostante la sua presenza non fosse stata inizialmente annunciata. Iniziò quindi un feud che lo portò a lottare contro il becchino a WrestleMania IX, incontro perso per squalifica per aver addormentato The Undertaker con il cloroformio, e a SummerSlam 1993, nuovamente sconfitto. In quest'ultima occasione si separò da Wippleman. La sua ultima apparizione avvenne in una Battle Royal per l'Intercontinental Championship tenutasi nel corso di una puntata di Monday Night Raw del settembre 1993. Nel corso della battle royal venne eliminato dalle forze congiunte di "Macho Man" Randy Savage, Diesel, Bastion Booger, 1-2-3 Kid, Marty Jannetty, Adam Bomb e Bam Bam Bigelow. Tre giorni dopo, la WWF annunciò che Gonzalez aveva lasciato la compagnia per scadenza di contratto il 7 ottobre 1993.

#### New Japan Pro Wrestling (1994–1995)
Dopo aver lasciato la WWF, lottò in Giappone nella New Japan Pro-Wrestling, dove rimase dal 1994 sino al dicembre 1995 utilizzando il suo vecchio ring name El Gigante, successivamente si ritirò dal mondo del wrestling. L'8 dicembre 1995, González lottò nel suo ultimo match, in coppia con Kōji Kitao, perse contro Shinja & Typhoon per conteggio fuori dal ring.

## Altri media
Nel 1994 partecipa a un episodio della serie Baywatch (doppiato in italiano da Alessandro Rossi) e a due puntate della serie tv Thunder in Paradise (doppiato in italiano da Mario Cordova). Un'altra apparizione fu un cameo nella serie Hercules nell'inferno degli dei dove interpreta un ciclope.

## Vita privata
Ritornato in Argentina ha cominciato a soffrire di gravi problemi di artrite, legati al suo gigantismo, tanto da essere costretto a vivere su una sedia a rotelle. Fu anche costretto a emodialisi a causa dell'insufficienza renale dovuta al diabete.

### Morte
Il 22 settembre 2010 muore all'età di 44 anni per complicazioni legate al gigantismo e al diabete.

## Personaggio

### Mossa finale
- Two Handed Chokeslam
- Clawhold

### Manager
- Harvey Wippleman

## Titoli e riconoscimenti
- Pro Wrestling Illustrated
  - 112º nella lista dei migliori 500 lottatori singoli nei PWI 500 del 1991